# Union megye (Mississippi)
Union megye az Amerikai Egyesült Államokban, azon belül Mississippi államban található. Megyeszékhelye és legnagyobb városa New Albany. Lakosainak száma 27 777 fő (2020. április 1.). Union megye Benton, Pontotoc, Lee, Tippah, Prentiss, Lafayette és Marshall megyékkel határos.

## Népesség
A megye népességének változása:
| Lakosok száma | 27 158 | 27 312 | 27 398 | 27 754 | 28 429 | 27 777 |
|               | 2010   | 2011   | 2012   | 2013   | 2015   | 2020   |